# Villerías de Campos
Villerías de Campos – gmina w Hiszpanii, w prowincji Palencia, w Kastylii i León, o powierzchni 22,05 km². W 2011 roku gmina liczyła 106 mieszkańców.